# بازشاپرک خرزهره
بازشاپرک خرزهره یا (Deilephila nerii) بیدی از خانواده بازشاپرکان است. این بید در بخش‌هایی از آفریقا، آسیا و جزایر هاوایی یافته می‌شود. این گونه یک گونه مهاجرتی است و به بخش‌هایی از اروپای شرقی، جنوبی و ترکیه پرواز می‌کنند.